# Nicolas Kalb
Nicolas Kalb (* 9. November 1988) ist ein französischer Billardspieler.

## Karriere
Im April 2009 nahm Nicolas Kalb erstmals an der Europameisterschaft teil und erreichte im 14/1 endlos die Runde der letzten 32, in der er dem Bulgaren Nikola Kemilev unterlag. Bei der EM 2013 gelang ihm im 14/1 endlos und im 8-Ball der Einzug ins Sechzehntelfinale, in dem er gegen Tomasz Kapłan beziehungsweise Francisco Díaz-Pizarro ausschied. Im April 2015 erreichte er bei der Europameisterschaft das 14/1-endlos-Achtelfinale, das er erneut gegen Kaplan verlor, und die Runde der letzten 32 im 10-Ball.
Kalb war bislang viermal französischer Meister im Poolbillard, sowie je einmal im Karambolage und im Snooker.

## Erfolge
- Vize-Jugendmeister (Karambolage): 2005[1]